# Bernard Minier

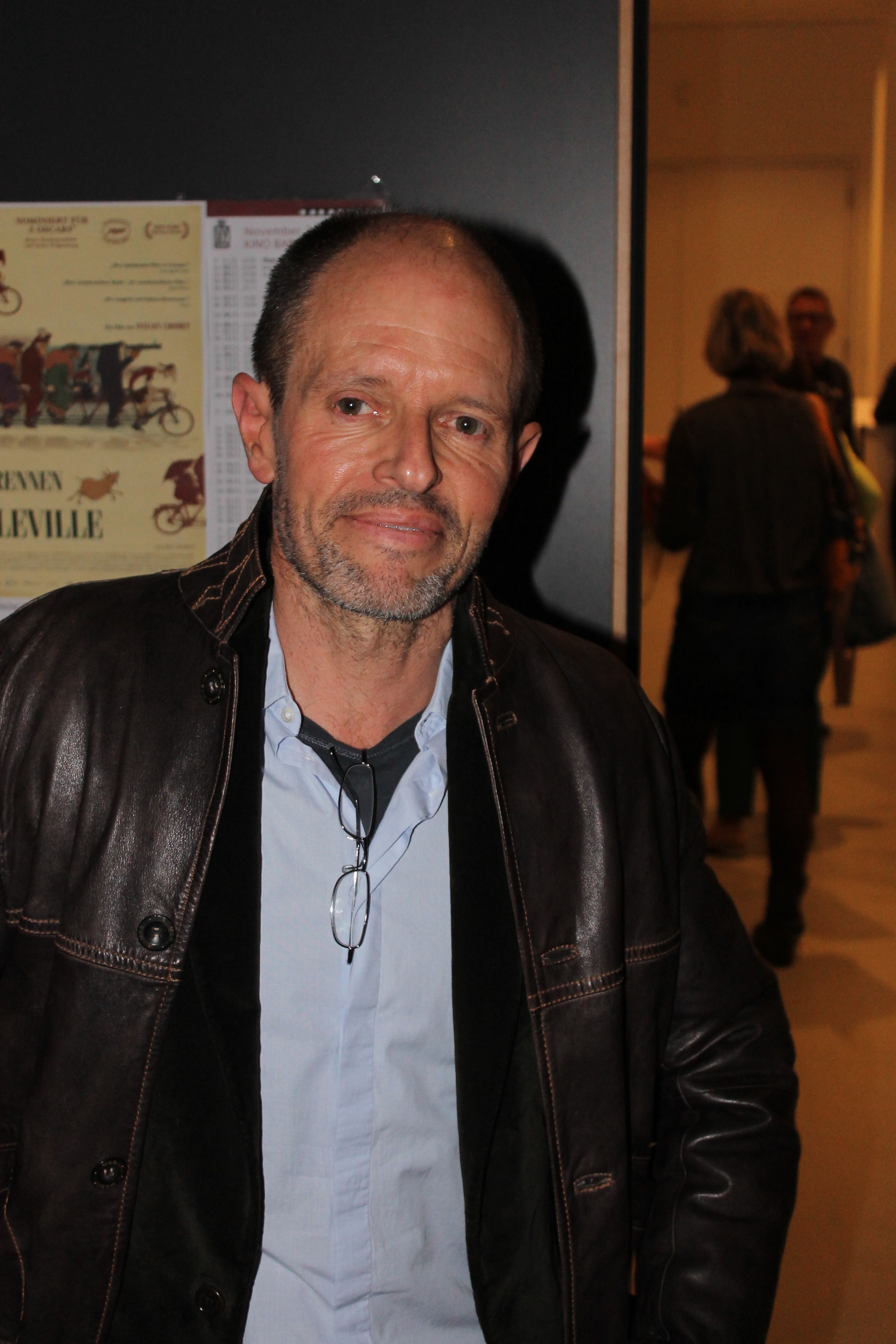
Bernard Minier (2014)

Bernard Minier (geboren 26. August 1960 in Béziers) ist ein französischer Kriminalschriftsteller.

## Leben
Bernard Minier wuchs in Montréjeau auf und besuchte in Tarbes und Toulouse die Schule. Er arbeitete bei der Zollverwaltung. Minier veröffentlichte 2011 seinen ersten Kriminalroman. Miniers idealer Leser verharrt nicht beim Plot, sondern achtet, wie er Vladimir Nabokov zustimmend zitiert, auf die vielen Sonnenflecken am Wege.
Minier lebt mit seiner Familie im Großraum Paris.

## Werke

### Martin-Servaz-Reihe
- Glacé. XO éditions, 2011, ISBN 978-2-845-63502-9.
  - Schwarzer Schmetterling. Psychothriller. Übersetzung Thorsten Schmidt. Weltbild, Augsburg 2012, ISBN 978-3-868-00768-8.
- Le Cercle. XO éditions, 2012, ISBN 978-2-845-63556-2.
  - Kindertotenlied. Thriller. Übersetzung Thorsten Schmidt. Droemer, München 2014, ISBN 978-3-426-19980-0.
- N'éteins pas la lumière. XO éditions, 2014, ISBN 978-2-845-63631-6.
  - Wolfsbeute. Psychothriller. Übersetzung Antoinette Gittinger. Droemer, München 2016, ISBN 978-3-426-30581-2.
- Une putain d’histoire. XO éditions, 2015, ISBN 978-2-845-63756-6.
- Nuit, XO éditions, 2017, ISBN 978-2-845-63827-3.
  - Nacht. Psychothriller. Übersetzung Alexandra Baisch. Droemer, München 2019, ISBN 978-3-426-28205-2.
- Sœurs, XO éditions, 2018, ISBN 978-2-374-48034-3.
  - Schwestern im Tod, Übersetzung Alexandra Baisch. Droemer, München 2020, ISBN 978-3-426-45834-1.